# Gołąbek lśniący

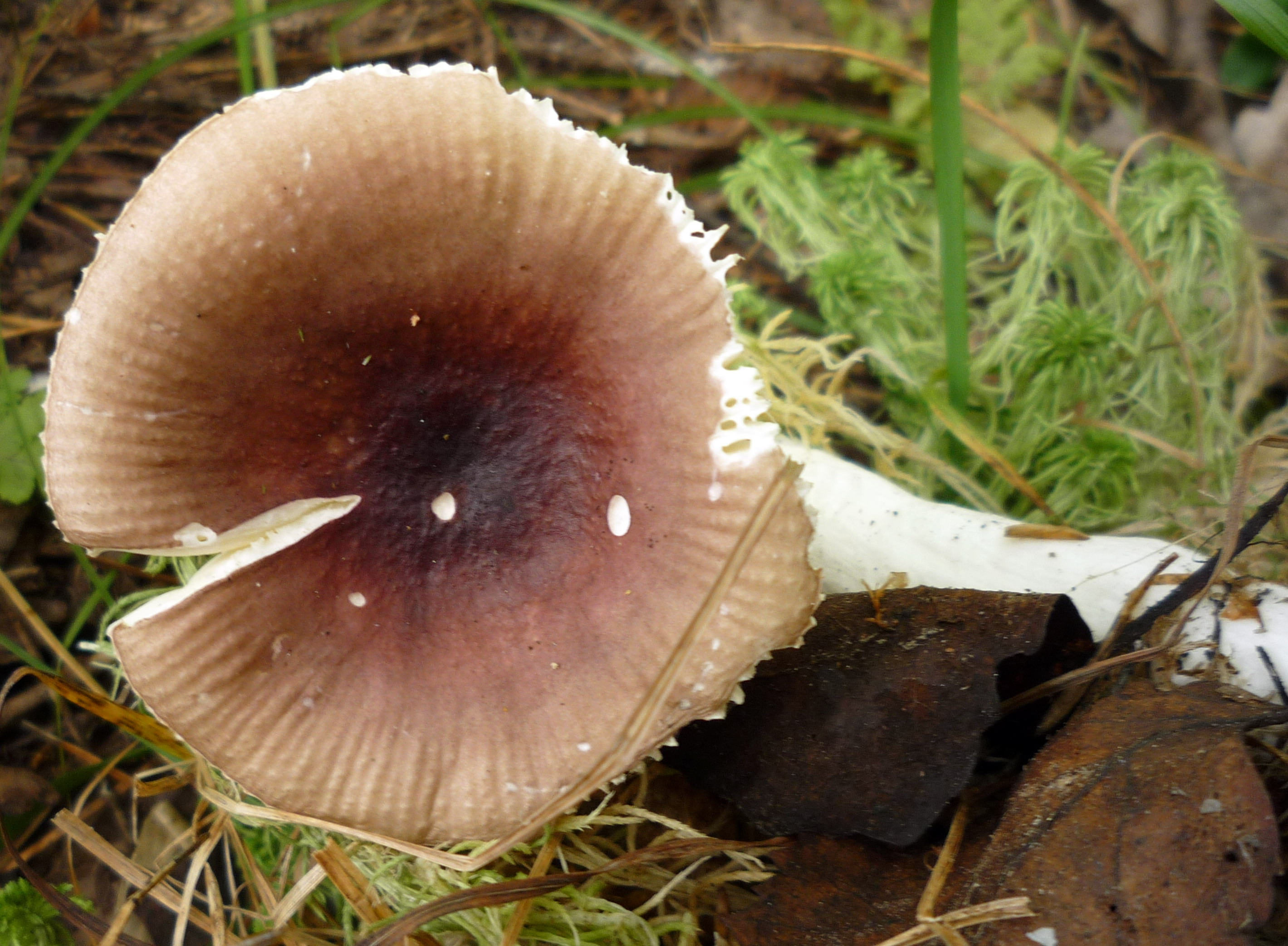

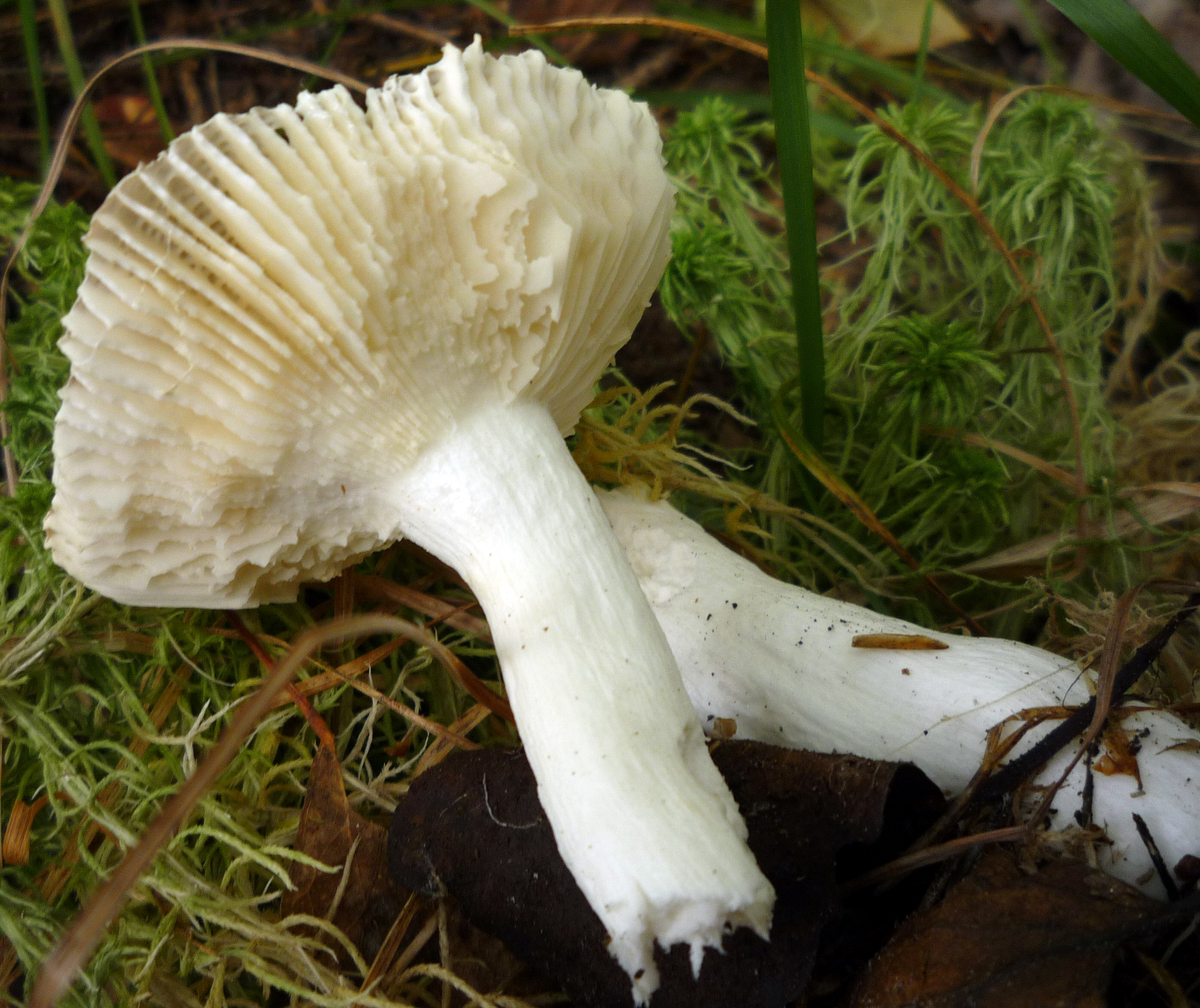

Gołąbek lśniący (Russula nitida (Pers.) Fr.) – gatunek grzybów należący do rodziny gołąbkowatych (Russulaceae).

## Systematyka i nazewnictwo
Pozycja w klasyfikacji według Index Fungorum: Russula, Russulaceae, Russulales, Incertae sedis, Agaricomycetes, Agaricomycotina, Basidiomycota, Fungi.
Po raz pierwszy opisał go w 1801 r. Christiaan Hendrik Persoon, nadając mu nazwę Agaricus nitidus. W 1838 r. Elias Fries przeniósł go do rodzaju Russula i nadana przez niego nazwa naukowa jest aktualna. Ma 17 synonimów. Są nimi m.in. wszystkie odmiany i formy tego gatunku.
Polską nazwę nadała Alina Skirgiełło w 1991 r.

## Morfologia
Kapelusz
Średnica 2,2–6 cm, mięsisty, czasem dość twardy, czasem wręcz kruchy, początkowo wypukły, potem płaskowypukły, dość często z garbkiem, zwłaszcza na początku, ale przeważnie na koniec z wklęsłym środkiem. Brzeg podwinięty, regularny lub lekko falisty, a na końcu mniej lub bardziej bruzdowany. Powierzchnia fioletowoczerwona, fioletowa, winnofioletowa lub nawet ciemnofioletowa (szczególnie w środku), czasem przechodząca na obrzeżach w wiśniową. Podczas suchej pogody prawie nie blaknąca z wiekiem, lub jedynie z brudnymi oliwkowymi przebarwieniami lub oliwkowobrązowa w środku, podczas wilgotnej pogody jasna, blado winnoczerwona, fioletoworóżowa, brudno winnoczerwona na brzegu i oliwkowokremowa, żółtawokremowa lub zielonkawa na środku, czasem nawet całkowicie zielonkawa lub zielona. Skórka dająca się oddzielić od 1/2 do 2/3 średnicy kapelusza, w stanie wilgotnym lepka, w stanie suchym błyszcząca, drobno kropkowana, odrapana lub gdzieniegdzie nieco szorstka.
Blaszki
Średniej gęstości (np. 4 na 0,5 cm na brzegu), rozwidlone, zwykle z dość rzadkimi lub nawet nieobecnymi rozwidleniami przy trzonie, z przodu tępe, przy trzonie zaokrąglone-falowane, o szerokości 5–7 mm, najpierw w kolorze kości słoniowej, potem jasnoochrowe.
Trzon
Wysokość 2,2–8 cm, grubość 0,3–1,4 cm, mniej lub bardziej twardy lub kruchy w zależności od wilgotności stanowiska, u góry zwężony, u podstawy maczugowato pogrubiony do 1,8 cm, pełny, potem watowato-komorowaty, a czasem w końcu całkiem pusty. Powierzchnia biała, ale często różowo lub różowo-czerwono nabiegła, szczególnie u nasady, czasem przy suchej pogodzie bardzo lekko przechodzący w żółtą, ale normalnie brudno szarawa, brązowawa, niewiele zmieniająca barwę w eksykatach, raczej błyszcząca, delikatnie pomarszczona.
Miąższ
Gruby lub średniej grubości, czasem dość zwarty, czasem wręcz kruchy i łamliwy, biały, z kilkoma żółtawymi grudkami na trzonie, często jednak lekko szarzejący od nadmiernej wilgoci. Zapach nieznaczny, lekko owocowy, smak łagodny lub w blaszkach lekko pikantny. Z gwajakolem reaguje szybko i gwałtownie, z siarczanem żelaza dość intensywnie, przebarwiając się na różowobrązowo.
Wysyp zarodników
Ochrowy.
Cechy mikroskopowe
Podstawki 30–50 × 10–12 µm. Bazydiospory 6,8–9 × 7–8 μm, niemal kuliste, pokryte brodawkami z krótkimi grzebieniami lub siateczkowate, hilum wyraźnie widoczne. Cystydy 80–90 × 6–10 μm, czasami z kończykiem. Epikutis ze smukłymi włoskami, niektóre tępe i cylindryczne, inne stopniowo ścienione górą i dołem, o szerokości 2–3,5–(4,5) µm, przeplatane tępymi, maczugowatymi dermatocystydami, czasem nieco wygiętymi, o średnicy 5–10 µm.

## Występowanie i siedlisko
Występuje w Ameryce Północnej, Europie, Azji i na Nowej Zelandii. Najwięcej stanowisk podano w Europie i jest tu szeroko rozprzestrzeniony; występuje od Morza Śródziemnego po północne krańce Półwyspu Skandynawskiego i Islandię. W Polsce w 2003 r. Władysław Wojewoda przytoczył 6 jego stanowisk, następne podano w późniejszych latach. Aktualne stanowiska podaje także internetowy atlas grzybów. Znajduje się w nim na liście gatunków zagrożonych i wartych objęcia ochroną.
Naziemny grzyb mykoryzowy występujące pod brzozami lub na plantacjach świerka pospolitego, w miejscach wilgotnych.

## Zastosowanie
Grzyb jadalny. Wśród gołąbków jadalne są te o łagodnym smaku.